# チェトーナ
チェトーナ (伊: Cetona) は、イタリア共和国トスカーナ州シエーナ県にある、人口約2,500人の基礎自治体（コムーネ）。

## 地理

### 位置・広がり

#### 隣接コムーネ
隣接するコムーネは以下の通り。括弧内のPGはペルージャ県、TRはテルニ県所属を示す。
- キウージ
- チッタ・デッラ・ピエーヴェ (PG)
- ファブロ (TR)
- サン・カシャーノ・デイ・バーニ
- サルテアーノ

### 気候分類・地震分類
チェトーナにおけるイタリアの気候分類 (it) および度日は、zona D, 2000 GGである。
また、イタリアの地震リスク階級 (it) では、zona 3 (sismicità bassa) に分類される。

## 文化・観光
「イタリアの最も美しい村」クラブ加盟コムーネである。